# تمساح اورینوکو
تمساح اورینوکو (نام علمی: Crocodylus intermedius) نام یک گونه از سرده گاندوها است.
این نوع تمساح یک کروکودیل در معرض خطر انقراض است. جمعیت آن بسیار کم است و آنها را فقط می توان در حوضه رودخانه اورینوکو در کلمبیا و ونزوئلا یافت .این کروکودیل که در قرن 19 و 20 به طور گسترده برای پوست آنها شکار شد، یکی از در معرض خطرترین گونه های کروکودیل است.
این یک گونه بسیار بزرگ از کروکودیل است؛ نرها در گذشته تا 6.8 متر (22 فوت 4 اینچ) گزارش شده‌اند، اما امروزه چنین اندازه‌هایی وجود ندارد، 5.2 متر (17 فوت 1 اینچ) حداکثر اندازه پذیرفته شده است. یک نر بزرگ امروزی ممکن است به طول 4.1 متر (13 فوت 5 اینچ) برسد و می تواند 380 کیلوگرم (840 پوند) وزن داشته باشد، در حالی که ماده ها به طور قابل توجهی کوچکتر هستند و بزرگترین آن‌ها احتمالاً حدود 225 کیلوگرم (496 پوند) وزن دارند. دوشکلی جنسی به اندازه سایر گونه‌های کروکودیل عمیق نیست. رنگ آن حتی در بزرگسالان نیز روشن است.
بیولوژی کروکودیل اورینوکو در طبیعت بسیار ضعیف است که بیشتر به دلیل جمعیت کم آن است. تصور می‌شود که رژیم غذایی ماهی‌خواری با ماهیت فرصت‌طلبانه دارد که منجر به رفتارهای شکارچی عمومی می‌شود. تمساح اورینوکو یک شکارچی راس است و از این فرصت برای شکار انواع پرندگان، پستانداران و خزندگان، از جمله کیمن‌ها استفاده می‌کند.